# Międzynarodowy Dzień Pomocy Ofiarom Tortur
Międzynarodowy Dzień Pomocy Ofiarom Tortur – coroczne święto obchodzone 26 czerwca, ustanowione przez Zgromadzenie Ogólne ONZ w 1997 roku (rezolucja 52/149 z 12 grudnia) na wniosek Rady Gospodarczej i Społecznej.

Tortury są zbrodnią w świetle prawa międzynarodowego. Zakaz stosowania tortur jest absolutny i jednoznaczny. Żadna z takich okoliczności jak stan wojny, atak terrorystyczny, brak wewnętrznej stabilizacji politycznej, lub jakakolwiek inna sytuacja wyjątkowa, nie mogą stanowić usprawiedliwienia dla stosowania tortur.

Data nie jest przypadkowa. Upamiętnia wejście w życie Konwencji w Sprawie Zakazu Stosowania Tortur oraz Innego Okrutnego, Nieludzkiego lub Poniżającego Traktowania albo Karania, uchwalonej w 1984 roku.
Obchody Dnia Pomocy Ofiarom Tortur mają na celu wspieranie działań na rzecz wyeliminowania tortur i skutecznej realizacji postanowień Konwencji. Biorą w nim czynny udział m.in. 
Międzynarodowa Rada Rehabilitacji Ofiar Tortur (IRCT) założona w 1985 roku przez Inge Genefke oraz Amnesty International działające w wielu krajach.